# Chianti (regione)

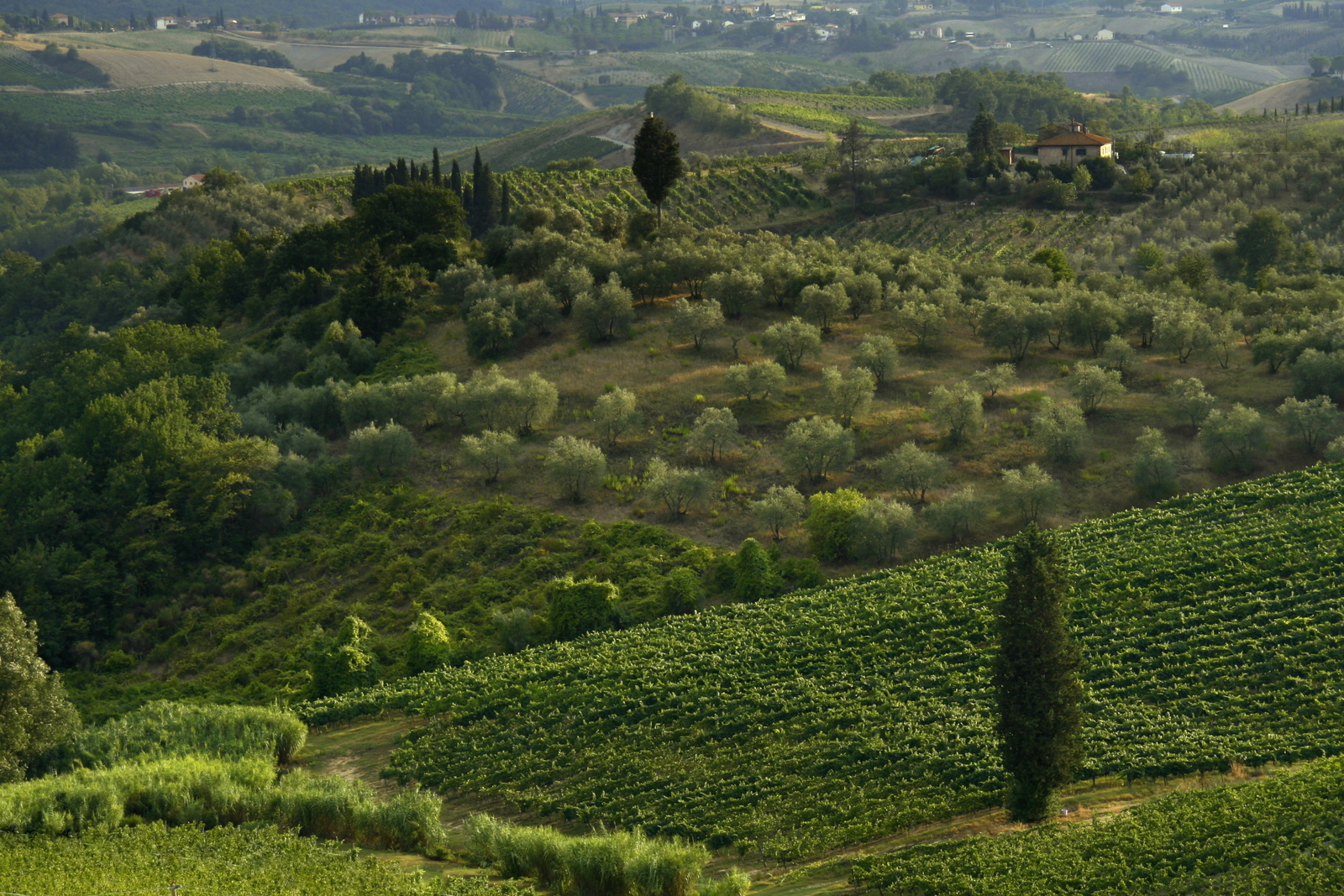
Veduta del Chianti

Il Chianti è una regione storico-geografica della Toscana, nel centro Italia. 
Essa comprende la zona di alta e media collina fra il bacino del fiume Arno, a sud di Firenze, e il bacino dell'Ombrone, a nord di Siena.
In passato nel Chianti vi erano grandi aree boscose e pascolative ma oggi il Chianti deve la fama ai prodotti vinicoli: il vino ha due denominazioni DOCG create a sua tutela:  Chianti DOCG e Chianti Classico DOCG. Vi è anche un olio d'oliva Chianti Classico che ha riconoscimento di DOP.

## Geografia
Le Colline del Chianti (note anche come Monti del Chianti), breve catena montuosa a cavallo fra le province di Siena, Firenze e Arezzo, segnano il confine orientale della regione del Chianti con il Valdarno, la Valdambra e la val di Chiana. Gli altri confini della regione sono meno determinati (alta Val di Greve e alta Val d'Arbia). 

## Origine del nome
Il nome "Chianti" è di origine probabilmente etrusca: si pensa che possa derivare da un nome personale etrusco clante o clanti; altri studiosi pensano a un idronimo etrusco.
Il nome sembra comparire nei documenti (come Clanti) solo nell'VIII secolo, dando il nome al territorio dell'antica Lega del Chianti, circoscrizione amministrativa del contado fiorentino con propri statuti.